# Jaime Nogueira Pinto
Jaime Alexandre Nogueira Pinto (Porto, Santo Ildefonso, 4 de fevereiro de 1946) é um politólogo, escritor e empresário português.

## Biografia
Originário do Porto, é filho do industrial de fiações e têxtil Jaime da Cunha Guimarães, casado com Rosa Maria de Sena Cardoso, com geração, e filho natural de Alda Branca Nogueira Pinto, falecida em 2007.
No final da adolescência aderiu ao Movimento Jovem Portugal (MJP), dirigido por Zarco Moniz Ferreira, o primeiro movimento português a utilizar oficialmente a cruz dos movimentos neofascistas europeus.
Ainda estudante da Faculdade de Direito da Universidade Clássica de Lisboa, foi cofundador da revista Política. Ele também foi diretor da revista, que combinava uma defesa intransigente do Império com a renovação cultural defendida pela Nouvelle Droite (ND) de Alain de Benoist. 
Terminada a licenciatura, iniciou a sua carreira na direcção jurídica do extinto Banco Espírito Santo e Comercial de Lisboa.
Após o 25 de abril de 1974, e já casado com Maria José Nogueira Pinto, voluntariou-se para o serviço militar em Angola, quando a antiga província ultramarina se encontrava no princípio do rescaldo da Guerra do Ultramar. Com o agravamento dos confrontos em Angola, que precedeu a retirada definitiva das tropas das antigas colónias, e por causa de um mandato de captura em seu nome, Jaime e Maria José acabariam por ter de partir para a África do Sul, onde foram acolhidos como refugiados num campo da Cruz Vermelha.
Regressado a Portugal, depois duma passagem por Espanha (onde coincidiu com o início da Transição) e pelo Brasil, tornou-se director do jornal O Século e, posteriormente, administrador da Bertrand Livreiros.
Voltaria também à universidade; doutorado em Ciência Política, pelo Instituto Superior de Ciências Sociais e Políticas da Universidade Técnica de Lisboa, com uma tese intitulada Ideologia e Realpolitik na formação da política externa das potências, tornou-se professor auxiliar convidado desse Instituto, leccionando diversas disciplinas nas licenciaturas em Ciência Política e Relações Internacionais.
Foi ainda cofundador da revista Futuro Presente, com o professor António Marques Bessa, entre outros, onde deixou publicados relevantes artigos no domínio da Ciência Política.
Além de professor e analista político com intervenção regular na imprensa (sobretudo jornais e rádio), Jaime Nogueira Pinto é empresário nas áreas da business intelligence, aconselhamento estratégico e segurança privada. 
É ainda presidente do Conselho de Administração da Fundação Luso-Africana para a Cultura e membro da Real Academia de Ciências Morales y Políticas, Le Cercle, Institut d'Études Politiques e Heritage Foundation.
Ele foi destacado como “o grande pai da extrema-direita portuguesa desde o fim da ditadura salazarista”.
Em 2022, em colaboração com Rui Ramos, lançou a revista Crítica XXI, para "quebrar a hegemonia da esquerda" na cultura e "dar a conhecer a tradição intelectual das direitas e os seus desenvolvimentos atuais".

### Obras publicadas
- Bárbaros e Iluminados – Populismo e Utopia no Século XXI, Dom Quixote, Lisboa, Dezembro de 2017, reeditado em Lisboa, 2018, e reeditado e aditado em Lisboa, 2019
- Cinco Homens que Abalaram a Europa, A Esfera dos Livros, Lisboa, 2016
- O Islão e o Ocidente – A grande discórdia, Dom Quixote, Lisboa, 2015
- Portugal, ascensão e queda – Ideias e políticas de uma nação singular, Dom Quixote, Lisboa, 2013
- Ideologia e Razão de Estado – Uma história do Poder, Civilização, Lisboa, 2013
- Novembro, A Esfera dos Livros, Lisboa, 2012
- Nobre povo – Os anos da República, A Esfera dos Livros, Lisboa, 2010
- Nuno Álvares Pereira, A Esfera dos Livros, Lisboa, 2009
- Jogos Africanos, A Esfera dos Livros, Lisboa, 2008
- António de Oliveira Salazar – O outro retrato, A Esfera dos Livros, Lisboa, 2007.
- Introdução à Política III – com António Marques Bessa, Verbo, 2002
- Introdução à Política III – com António Marques Bessa, Verbo, 2001
- Introdução à Política I – com António Marques Bessa, Verbo, 1999
- Visto da Direita – 20 anos de “Futuro Presente”, Hugin, Lisboa, 2000
- Fim do Estado Novo e as Origens do 25 de Abril, Difel, 1999
- Prefácio de Comunismo e Nazismo, de Alain de Benoist, Hugin Editores, 1999
- A Direita e as Direitas, Difel, Lisboa, 1997
- O 11 de Março – Peças de um processo (com Guilherme Alpoim Calvão), Editorial Futuro Presente, Lisboa, 1995
- Salazar visto pelos seus próximos (Org.), Bertrand Editora, Venda Nova, 1993
- As minhas respostas: Maria de Lurdes Pintassilgo em diálogo com Eduardo Prado Coelho Jaime Nogueira Pinto e João Carlos Espada, Dom Quixote, Lisboa, 1985
- Portugal no Ano 2000 (Org.) – com A. Alçada Baptista, António Barreto, A. Marques Bessa, A. Sousa Franco, J. Borges de Macedo, S. Silvério Marques, F. Lucas Pires, H. Barrilaro Ruas, B. Guedes da Silva, Jacinto Simões –, Intervenção, Braga-Lisboa, 1980
- Portugal – Os Anos do Fim, Sociedade Portuguesa de Economia e Finanças, Lisboa, 1977 (com reedições da Difel em 1997 e 1999, e da Dom Quixote em 2014)
- Ser ou não ser pelo Partido Único (Org. António Valdemar) – com Magalhães Godinho, Barrilaro Ruas, Coelho da Silva, Vítor Wengorovius, Francisco Pinto Balsemão –, Arcádia, Lisboa, 1973
- Portugal – Os Anos do Fim, Sociedade Portuguesa de Economia e Finanças, Lisboa, 1977 (com reedições da Difel em 1997 e 1999, e da Dom Quixote em 2014
- “Polémicas de António Sérgio”, in As Grandes Polémicas Portuguesas (Direcção literária de Artur Anselmo), II Volume, Verbo, Lisboa, 1967
- "O Poder na História"[10]
- "Os Passageiros da Sombra"  ( ISBN: 9789722075671 , Editor: Dom Quixote, Data Lançamento Nov. 2023 )

## Casamento e descendência
Casou em Lisboa, Campo Grande, a 27 de Janeiro de 1972 com Maria José Pinto da Cunha de Avilez, irmã de Maria João Avillez, sendo pais de um filho e duas filhas:
- Eduardo da Cunha de Avilez Nogueira Pinto (Lisboa, 4 de Abril de 1973), Licenciado em Direito pela Faculdade de Direito da Universidade Católica Portuguesa de Lisboa, Advogado, casado primeira vez com Sofia Rocha, Licenciada em Direito pela Universidade Católica de Lisboa, sem geração, divorciados, e casado segunda vez civilmente com Helena Margarida Dias de Ayala Botto (22 de Fevereiro de 1979), divorciada sem geração de Nuno Pereira de Melo Bon de Sousa (29 de Julho de 1973), da qual tem duas filhas e um filho: 
  - Maria Leonor de Ayala Botto Nogueira Pinto (Lisboa, São Jorge de Arroios, 8 de Novembro de 2007)
  - Duarte de Ayala Botto Nogueira Pinto (Lisboa, São Jorge de Arroios, 20 de Dezembro de 2009)
  - Maria Teresa de Ayala Botto Nogueira Pinto (Lisboa, São Domingos de Benfica, 27 de Jullho de 2012)
- Maria Catarina de Avilez Nogueira Pinto (Lisboa, 30 de Abril de 1976), Licenciada em Direito pela Universidade Lusíada de Lisboa, casada com Martim Abecassis de Magalhães do Amaral Neto (Lisboa, Benfica, 16 de Fevereiro de 1971), Licenciado em Gestão pela Universidade Nova de Lisboa, director bancário, do qual tem uma filha e dois filhos: 
  - Aurora Nogueira Pinto do Amaral Neto (São Paulo, 8 de Julho de 2006)
  - Jaime Nogueira Pinto do Amaral Neto (Madrid, 11 de Maio de 2011)
  - Joaquim Nogueira Pinto do Amaral Neto (Madrid, 13 de Maio de 2015)
- Maria Teresa de Avilez Nogueira Pinto (Lisboa, 11 de Junho de 1984), Licenciada em Ciência Política e Mestre em Relações Internacionais pela Universidade Católica Portuguesa de Lisboa, casada com Tiago Maria Marques de Aguiar Salvação Barreto (Lisboa, 6 de Março de 1984), piloto de aviação comercial, do qual tem uma filha e dois filhos: 
  - Maria Camila Nogueira Pinto Salvação Barreto (Lisboa, 30 de Dezembro de 2009)
  - Francisco José Nogueira Pinto Salvação Barreto (Lisboa, 1 de Agosto de 2013)
  - Eduardo Maria Nogueira Pinto Salvação Barreto (Lisboa, 16 de Junho de 2016)

## Prémios
- 2021 - Prémio Autores na categoria de melhor programa de rádio com "Radicais Livres" (em conjunto com Rui Pêgo e Pedro Tadeu), da Antena1.[12]